# Goričica, Šentjur
Goričica je naselje v Občini Šentjur.